# Félix Fabart
Félix Fabart, né le 5 mars 1838 à Fignières, dans la Somme et mort le 7 janvier 1919 à Chennevières-sur-Marne, est un journaliste et géomètre français.
Il est le fondateur du périodique Le Franc parleur de Montdidier et membre-fondateur de la société Les Amis des lettres. Il porte un intérêt particulier à l'occultisme et publie en 1885 un ouvrage historique sur ce sujet, préfacé par Camille Flammarion.
Il utilisa également le pseudonyme Torcinoë.

## Œuvre
- Contes gaulois en picard, sous le pseudonyme Ech'tahon.
- Félix Fabart, Le bon vieux temps : suivi de Récits du pays de Picardie, Amiens, Cuise-la-Motte : Éd. du Trotteur ailé, coll. « Courrier picard, Lettres de Picardie », 2009, 187 p. (ISBN 978-2917778128, ISSN 1966-8554)
- Histoire philosophique et politique de l'occulte, magie, sorcellerie, spiritisme. C. Marpon et E, Flammarion, Paris, 1885. Préface de Camille Flammarion.